# Morgan Aero 8
De Morgan Aero 8 is een sportauto gebouwd door Morgan in hun fabriek in Malvern Link, Groot-Brittannië.
De Aero 8 valt op vanwege verschillende eigenschappen. Ten eerste omdat het de eerste Morgan is na de Morgan Plus 8 die uitkwam in 1968. Ten tweede is het de eerste Morgan met een volledig aluminium chassis.
De motor in de Aero 8 is een 4.4 liter V8 van BMW, gekoppeld aan een 6-versnellingsbak. Alle Aero 8's worden met de hand gebouwd, dit brengt de productie op negen auto's per week.

## Motorsport
De Aero 8 heeft twee keer meegedaan aan de 24 uur van Le Mans in 2002 en 2004. De auto is door privé teams ook gebruikt in de FIA GT en British GT competities.

## Specificaties

### Motor
BMW V8
- Cilindergrootte: 4398 cc
- Kracht: 242 kW (325pk) bij 6100 toeren/min.
- Koppel: 447Nm

### Prestaties
- Topsnelheid: 257 km/h
- 0–100 km/h: onder 5 seconden

## Facelift
In 2007 heeft de auto een facelift gekregen. Het meest opvallende zijn de nieuwe koplampen die nu recht vooruit staan en niet meer "scheel kijken". Deze koplampen zijn ook terug te vinden in de nieuwe Mini.